# Pierre Bernac
Pour les articles homonymes, voir Bernac.
Pierre Bernac, nom de scène de Pierre Bertin, est un chanteur classique français, baryton léger ou baryton Martin, né le 12 janvier 1899 dans le 9e arrondissement de Paris et mort le 17 octobre 1979 à Villeneuve-lès-Avignon. 

## Biographie
Né dans un milieu bourgeois financier, Pierre Bernac, conformément à la volonté de son père, travaille dans une banque puis dans une bijouterie. Il commence à travailler sérieusement le chant à partir de 1916. En 1921, il commence sa carrière en participant aux représentations musicales et théâtrales de La Petite sirène, dirigée par Béclart d'Harcourt. Il interprète en récital les mélodies de Gabriel Fauré, Ernest Chausson, Emmanuel Chabrier, Claude Debussy et Maurice Ravel. Il chante aussi des oratorios et cantates.
En 1922, Bernac est remarqué par André Caplet, qui le prend comme élève et lui demande de créer ses mélodies.
Par la suite, il se rend en Autriche pour suivre l'enseignement de Rheinhold von Warlich, qui aura sur lui une profonde influence.
En 1926, Francis Poulenc demande à Bernac de créer les Chansons gaillardes qu'il vient de composer. C'est plus tard, au festival de Salzbourg, que s'établit entre eux une collaboration qui durera vingt-cinq ans.
En 1934-1935, Bernac, conscient des qualités et des caractéristiques de sa voix, oriente sa carrière vers le récital de mélodies et de lieder afin de se perfectionner. C'est ponctuellement qu'il se produit dans l'opéra (il chantera Pelléas et Mélisande en 1933 à Paris, au Théâtre des Champs-Élysées, sous la direction de Walther Straram, puis en 1936 à Genève, sous la direction d'Ernest Ansermet). 
Quoique venu à la musique relativement tard, Bernac s'affirma comme l'un des meilleurs interprètes de la mélodie française et fut un professeur renommé, avec notamment comme élèves Gérard Souzay, Bernard Kruysen, Jean-Paul Jeannotte, Bruno Laplante, Marcel Allard, Elly Ameling et Jessye Norman, Margreet Honig, Michel Piquemal, Gerda Hartmann et Mattiwilda Dobbs. Il fut par ailleurs un remarquable interprète de lieder.

### Francis Poulenc et Pierre Bernac
Comme on l'a dit, Poulenc avait proposé en 1926 à Bernac de créer ses Chansons gaillardes. Huit ans plus tard, Bernac retrouve par hasard Poulenc à Salzbourg. Le chanteur, qui cherche alors un pianiste, demande à Poulenc de l'accompagner dans un récital d'œuvres de Debussy. Le succès amène Bernac à donner de nombreux concerts avec au piano Poulenc, devenu entre-temps son ami. Leur collaboration durera de 1934 à 1959. D'autres compositeurs français ont aussi écrit pour Bernac, par exemple André Jolivet, Henri Sauguet et Jean Françaix.
Poulenc, à qui on demandait un jour « Qui vous a le mieux chanté ? », répondit : « Jane Bathori pour mes premières mélodies, Marya Freund et Claire Croiza pour Le Bestiaire, Suzanne Peignot pour les Airs chantés et les Cinq poèmes de Max Jacob, Suzanne Balguerie pour Les Fiançailles pour rire, Madeleine Grey (souvent dans des mélodies paradoxalement peu faites pour elle), Gérard Souzay (Priez pour paix, Le Portrait) et… pour le reste, Pierre Bernac, bien entendu. »[réf. nécessaire]

## Discographie
Avec Pierre Bernac baryton et Francis Poulenc comme accompagnateur au piano :
- Enregistrements de Francis Poulenc, cycle Eluard : Dans le jardin d'Anna, Le Bestiaire ou Cortège d'Orphée, Le Pont, Montparnasse, La Grenouillère, Banalités, Calligrammes (poèmes d'Apollinaire), Épitaphe (poème de François de Malherbe), Chansons Gaillardes (textes anonymes du XXVIIe siècle), Priez pour paix… (poème de Charles d’Orléans), réf ADES 14.114 Mélodies 1CD.
- Enregistrements de Francis Poulenc, cycle Apollinaire : Cinq poèmes, La Fraîcheur et le Feu, Tel jour telle nuit, Le travail du peintre (poèmes de Paul Éluard), C. (poème de Louis Aragon), Le Disparu (poème de Robert Desnos), Paul et Virginie (poème de Raymond Radiguet), Parisiana (poème de Max Jacob), C'est ainsi que tu es (poèmes de Louise de Vilmorin), réf ADES 14.115 Mélodies 1CD.
- Enregistrements de Francis Poulenc : Banalités, Calligrammes (poèmes de Guillaume Apollinaire), Chansons villageoises (poèmes de Maurice Fombeure), Quatre poèmes de Guillaume Apollinaire, Tu vois le feu du soir, Main dominée par le cœur (poèmes de Paul Éluard).
- Enregistrements de Claude Debussy : Beau soir (poème de Paul Bourget), L'échelonnement des haies (poème de Paul Verlaine), Le promenoir des deux amants (poème de Tristan L'Hermite).
- Enregistrements de Maurice Ravel : Histoires naturelles (Jules Renard), Mélodies hébraïques.
- Enregistrements d'Erik Satie : La statue de bronze (Léon-Paul Fargue), Daphénéo (M. God), le Chapelier (René Chalupt), réf Masterworks Portrait Mélodies Sony, 1CD.
- Francis Poulenc. Aubade. Sinfonietta. Suite française. Stabat mater. Mélodies : avec Francis Poulenc piano, Pierre Bernac baryton, Georges Prêtre direction, Louis Frémaux direction. Enregistrements réalisés à Paris en 1955, 1958, 1960, 1961. Réf 461 746-2 Accord, Collection musique française, 3CD.
- Francis Poulenc. Le bal masqué. Élégie pour cor et piano. Sonate pour flûte et piano. Trio pour piano, hautbois et basson : avec Francis Poulenc piano clavecin et direction, Pierre Bernac baryton, Jean-Pierre Rampal flûte, Louis Frémaux direction des solistes de l'Orchestre du Théâtre National de l'Opéra de Paris. Enregistrements réalisés à Paris en 1957, 1958 et 1959. Réf 465 799-2 Accord / Collection musique française 1 CD

- Enregistrements du Coffret Essentiel of Pierre Bernac, Collection Testament : 
  - Louis Beydts : La lyre et les amours (cycle).
  - Emmanuel Chabrier : Mélodies (6) (L'ile heureuse).
  - Ernest Chausson : Mélodies (7) Op. 2 (VII: le Colibri)
  - Claude Debussy : Chansons de France (3) L. 102, Fêtes galantes (3) (cycle) Set II, L. 104 (III: Colloque sentimental), Ballades de François Villon (3) L.119.
  - Henri Duparc : Soupir ("Ne jamais la voir"), L'invitation au voyage ("Mon enfant, ma sœur").
  - Gabriel Fauré : Après un rêve ("Dans un sommeil") Op. 7/1, Le secret ("Je veux que le matin l'ignore le nom")Op. 23/3, Aurore Op. 39/1, Songs (2) Op. 83, MiragesOp. 113 (No.3, Jardin nocturne).
  - Charles Gounod : Sérénade, pour voix, & piano & harmonium, Ce que je suis sans toi, Au rossignol, Venise, Prière, Chanson du printemps, L'absent, Viens, les gazons sont verts, Envoi de fleurs, Mignon.
  - Franz Liszt : Freudvoll und Leidvoll (I & II) S. 280 (LW N23/1-2), Es muss ein Wunderbares sein, Nimm einen Strahl der Sonne (Ihr Auge).
  - Darius Milhaud : Poèmes de Léo Latil (4) Op. 20 (IV: la Tourterelle).
  - Francis Poulenc : Chansons gaillardes FP 42 (IV: Invocation aux Parques), Chansons gaillardes FP 42 (VII: la belle jeunesse), Métamorphoses FP 121, Le bestiaire (Cortège d'Orphée) FP 15a, Montparnasse ("O porte de l'hôtel avec deux plantes vertes") FP 127/1, Deux poèmes de Guillaume Apollinaire FP 94 (I : Dans le Jardin d'Anna), Deux poèmes de Louis Aragon FP 122, Tel jour, telle nuit (cycle) FP 86, Le travail du peintre (cycle) FP 161, L'histoire de Babar, le petit éléphant.
  - Maurice Ravel : Don Quichotte à Dulcinée.
  - Albert Roussel : Poèmes (4) Op. 3 (III: le Jardin Mouillé), Mélodies (2) Op. 50 (I: Cœur en Péril).
  - Erik Satie : Mélodies (3) de 1916 (I: la statue de bronze), Mélodies (3) de 1916 (III: le chapelier).
  - Robert Schumann : Lieder und Gesänge (5), Dichterliebe song Op. 48.
  - Pierre Vellones : A mon fils.
  - Pierre Bernac lui-même, interviewé par Graham Johnson

## Publications
- Francis Poulenc et ses mélodies, préface d'Henri Sauguet, Paris, Buchet-Chastel, 1978.
- (en) Francis Poulenc The Man & his Songs, préface de Sir Lennox Berkeley, traduction en anglais par Winifred Radford, New York, Norton & Company Inc., 1977.
- (en) The Interpretation of French Song, traduction des chants par Winifred Radford. Il y a une édition américaine, une édition japonaise et une édition coréenne. Cassell, Londres, 1970.